# Clifford D. Simak
Clifford Donald Simak (3. srpna 1904 Millville, Wisconsin – 25. dubna 1988 Minneapolis, Minnesota) byl přední americký spisovatel vědecko-fantastické literatury a novinář. Za svůj život byl oceněn třemi cenami Hugo, jednou cenou Nebula a celou řadou dalších cen; v roce 1977 byl dokonce vyhlášen Asociací amerických sci-fi a fantasy spisovatelů (SFWA) třetím velmistrem žánru. Jak prozrazuje jeho jméno, jeho dědeček z otcovy strany se jmenoval Šimák a pocházel z Čech (údajně z okolí Prahy) – sám Simak pak své jméno vyslovoval jako „Sim'k“.
Počátky jeho tvorby jsou spjaty s tzv. Zlatým věkem science fiction. Do žánru vstoupil povídkou The World of the Red Sun (1931, Svět rudého slunce). Pak se odmlčel, ale znovu začal publikovat se začátkem zlaté éry sci-fi a fantasy, která se datuje k roku 1937, a to v časopise Astounding Stories Johna W. Cambella. Zpočátku napodoboval jiné spisovatele, ale velmi rychle našel svůj vlastní styl, díky kterému byl čtenáři vyhledáván a zároveň oceňován profesionálními asociacemi. Publikoval kromě vědecko-fantastické literatury i válečné, westernové a detektivní povídky. Podle vyjádření kolegů a přátel to byl vzácný člověk plný opravdové lidskosti a přátelství.
Jeho velmi jednoduchý a vybroušený specifický styl mu vynesl označení pastoralista, protože hrdiny jeho knih bývají často obyčejní lidé z idylického venkova. Jeho typičtí mimozemšťané se chovají zdvořile a rádi se s hlavním hrdinou dají do řeči během procházky po kopcích. Dílo samotné se pak často zaměřuje na poněkud hlubší otázky naší existence a přes svou nenáročnou a čtivou formu čtenáře nutí k zamyšlení. Neustále se v něm objevuje zejména téma varování před zotročením moderní technikou a snaha po udržení lidské pospolitosti.

## Dílo

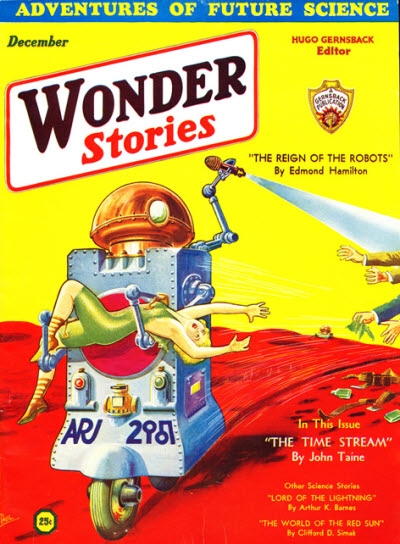
Obálka časopisu Wonder Stories z roku 1931 s autorovou první povídkou The World of the Red Sun.

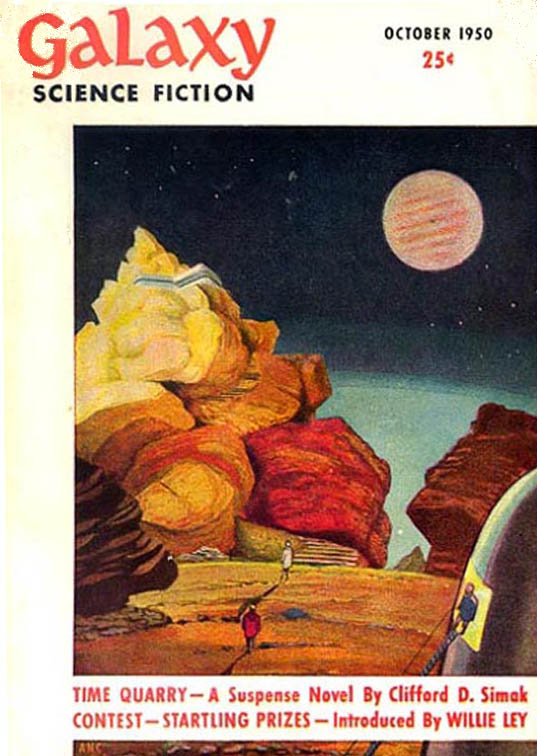
Obálka časopisu Galaxy Science Fiction z roku 1950 s autorovým románem Time Quarry (Time and Again).

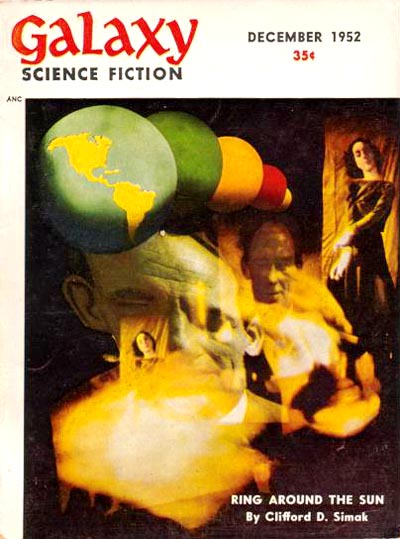
Obálka časopisu Galaxy Science Fiction z roku 1952 s autorovým románem Ring Around the Sun.

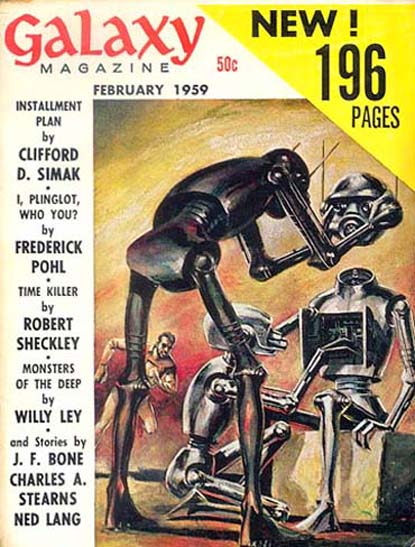
Obálka časopisu Galaxy Science Fiction z roku 1959 s autorovou povídkou Installment Plan.

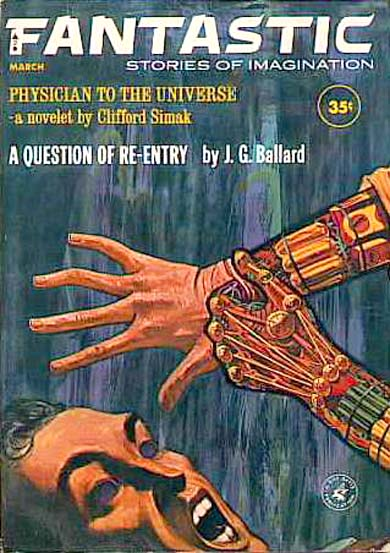
Obálka časopisu Fantastic Stories of Imagination z roku 1963 s autorovou novelou Physician to the Universe.

### Povídky (výběr)
- The World of the Red Sun (1931, Svět rudého slunce).
- The Voice in the Void (1932).
- Mutiny on Mercury (1932).
- Hellhounds of the Cosmos (1932).
- The Asteroid of Gold (1932).
- The Creator (1935, Stvořitel), noveleta, časopisecky 1935, knižně 1946.
- Rule 18 (1938).
- Reunion on Ganymede (1938).
- The Loot of Time (1938).
- Earth for Inspiration (1941).
- Limiting Factor (1949, Limitující činitel).
- Eternity Lost (1949, Ztracená věčnost).
- Skirmish (1950, Potyčka).
- Good Night, Mr. James (1951), česky jako Dvojník nebo jako Poodlí noc.
- Beachhead (1951).
- The Fence (1952), česky jako Ohrada nebo jako Plot.
- Target Generation (1953, Pokolení, které dosáhlo cíle, česky též jako Čtyřicáté pokolení.
- Junkyard (1953, Smetiště).
- How-2 (1954, Jak na to).
- Neighbor (1954, Soused).
- Immigrant (1954, Přistěhovalec).
- Idiot's Crusade (1954, Vesnický hlupáček).
- Founding Father (1957, Otec rodu).
- The Big Front Yard (1958, Velký přední dvorek), česky též jako Velký dvorek..
- Installment Plan (1959).
- A Death in the House (1959, Smrt v domě).
- Crying Jag (1960, Smutkem opilý).
- All the Traps of Earth (1960, Všechny pasti Země).
- The Golden Bugs (1960, Zlatí brouci).
- Shotgun Cure (1961), česky jako Projekt Kelly.
- Physician to the Universe (1963).
- Small Deer (1965), česky jako Budeme stát za to?.
- Over the River and Through the Woods (1965, Tam za řekou a lesem).
- The Thing in the Stone (1970, Věc ve skále).
- The Observer (1972, Pozorovatel).
- Senior Citizen (1975, Postarší občan).
- The Ghost of a Model T (1975, Přízrak modelu T).
- Grotto of the Dancing Deer (1980, Jeskyně tančících jelenů).

### Romány
- Cosmic Engineers (Kosmičtí inženýři), román, časopisecky 1939, knižně 1950. Příběh o skupině pozemšťanů, kteří se snaží po průletu červí dírou pomoci rase robotů v boji proti agresivní mimozemské civilizaci.
- Empire (1951, Říše). Sluneční soustava získává svou energii z jediného zdroje ovládaného obrovskou organizací, která má plány, jak toho využít k ovládnutí planet.
- Time and Again (1951, česky jako Předivo času), alternativní název First He Died, časopisecky 1950 jako Time Quarry. Román, jehož hrdina Asher Sutton zjistí, že se stal hlavním cílem války v budoucnosti vedené v čase mezi lidmi a androidy o vládu nad vesmírem. Klíčem k vítězství totiž je, zda Asher Sutton napíše svoji knihu a jak jí napíše.
- City (1952, Město), česky také jako Když ještě žili lidé, povídkový román, soubor osmi příběhů vzniklých v letech 1944–1951 doplněný roku 1973 epilogem. Tyto příběhy si v daleké budoucnosti vyprávějí jako historické legendy a pověsti inteligentní psi. Ti na Zemi nahradili lidstvo, které ztratilo motivaci k dalšímu vývoji, vystěhovalo se do „Ráje" na Jupiter a proměnilo se v bytosti, které již nejsou lidské. Psi ovšem nevěří že by někdy něco jako člověk mohlo existovat.
- Ring Around the Sun (1953, Prstenec kolem Slunce), román rozvíjející teorii paralelních Zemí a popisující snahu přimět lidstvo k životu bez válek. Přitom je odhalena utajená existence mutantů, kteří jsou schopni svými technicky mnohem vyspělejšími produkty rozvrátit světovou ekonomiku.
- The Trouble With Tycho (1961), nejprve časopisecky 1960. Lunární prospektor zkoumá kráter Tycho, kde zmizela kosmická loď.
- Time is the Simplest Thing (1961, Čas je ta nejjednodušší věc), nejprve časopisecky jako The Fisherman (Rybář). Román zabývající se zkoumáním vesmíru prostřednictvím lidí s paranormálními schopnostmi.
- They Walked Like Men (1962, Chodili jako lidé). Román, v němž vetřelci, schopní proměny v člověka, začnou skupovat důležité nemovitosti a významné obchodní společnosti, což vede k dramatickému zvýšení počtu občanů bez práce a domova.
- Way Station (1963, Přestupní stanice). Román vypráví příběh Enocha Wallaceho, veterána Americké občanské války, který dostane nabídku zastávat funkci správce galaktické přestupní stanice, kterou si v jeho domku vybudovala Galaktická centrála. Je to jediný člověk na Zemi, který ví, že lidstvo není ve vesmíru osamoceno, ale díky jeho barbarství ho galaktické společenství zatím nechce přijmout mezi sebe.
- All Flesh is Grass (1965), Hrdina románu je jedním z obyvatel venkovského městečka odděleného od okolního světa neprostupnou bariérou neznámého složení. Záhy však naváže kontakt s inteligentní rasou rostlinného původu.
- Why Call them Back From Heaven? (1967, Proč je povolávat nazpět z nebes?), román odehrávající se ve velké kryonické společnosti a řešící otázky související z nesmrtelností.
- The Werewolf Principle (1967, Vlkodlačí princip), román o astronautovi, který po návratu na Zem zjistí, že své tělo sdílí s vlkodlakem a biolologickým počítačem.
- The Goblin Reservation (1968, Rezervace goblinů). Profesor Maxwell se shodu okolností dostane na neznámou křišťálovou planetu. Zjistí, že jde o studnicí vědomostí a znalostí umírající starobylé supercivilizace. Když se vrátí na Zem a chce svůj objev předat, nikdo jej neposlouchá, protože všichni jsou přesvědčeni, že se vrátil bez poznatků již před měsícem a později zahynul při nehodě.
- Out of Their Minds (1970, Pryč z jejich myslí), román, jehož základem je teorie o zhmotnění našich myšlenek a snů a v němž má být lidstvo nahrazeno bytostmi pocházejícími z pohádek, mýtů a snů.
- Destiny Doll (1971, Osudová panenka). Čtyři vesmírní cestovatelé se snaží odhalit tajemství podivné, až strašidelné planety.
- A Choice of Gods (1972, Volba bohů), román, v němž na počátku dvaadvacátého století dojde k náhlému zmizení lidské populace s výjimkou účastníků venkovské rodinné slavnosti a členů malého indiánského kmene.
- Cemetery World (1973, Hřbitovní svět). Lidstvo osídlilo tisíce jiných světů, ale své pozůstalé pohřbívá na opuštěné Zemi, která se tak změnila v obrovský tichý hřbitov.
- Our Children's Children (1974, Děti našich dětí). Na Zemi se objeví uprchlíci z pět set let vzdálené budoucnosti pronásledovaní nebezpečnými monstry.[3]
- Enchanted Pilgrimage (1975, Kouzelná pouť), fantasy román, ve kterém se skupina cestovatelů vydá na dobrodružnou pouť Pustinami, domovem řady nadpřirozených bytostí.
- Shakespeare's Planet (1976, Shakespearova planeta). Astronaut přežije jako jediný poruchu kryotechniky a nalezne na Zemi podobné planetě časoprostorovou bránu, pomoc které se může dostat rychle domů.
- A Heritage of Stars (1977, Dědictví hvězd), román popisující svět již stovky let zhroucené přetechnizované pozemské civilizace.
- The Fellowship of the Talisman (1978, Společenstvo talismanu), klasická fantasy, ve které se mladý šlechtic pokouší za pomoci svých přátel dopravit na místo určení vzácný náboženský relikt.
- Mastodonia (1978). Malé městečko v americkém Wisconsinu se proslaví nálezem portálu umožňujícího přístup do pravěku a následným pořádáním loveckých výprav pravěkých živočichů.
- The Visitors (1980, Návštěvníci). Planetu Zemi navštíví mimozemšťané, jejichž příchod naruší politickou a ekonomickou stabilitu světa.
- Project Pope (1981, Projekt Papež). Skupina robotů pracuje na projektu vševědoucí umělé inteligence, která by v měla nahradit papeže.
- Where the Evil Dwells (1982, Kde přebývá zlo), fantasy román, ve kterém nedošlo k rozdělení a pádu Římského impéria.
- Special Deliverance (1982, Zvláštní mise). Profesor Edward Lansing se účastní podivné mise na paralelní Zemi, jejíž cíl je naprosto nepochopitelný a utajený.
- Highway of Eternity (1986, Hlavní trať věčnosti). Mimozemšťané nabídnou obyvatelům Země nesmrtelnost, ovšem za cenu přechodu do nového netělesného stupně bytí, což většina přijme. Pomocí cest časem do minulosti i do vzdálené budoucnosti tak probíhá pátrání po podivné rase Nesmrtelných a po tajemném šedivém světě Hlavní trati věčnosti.

### Sbírky povídek
- Strangers in the Universe (1956, Cizinci ve vesmíru).
- The Worlds of Clifford Simak (1960, Světy Clifforda Simaka), roku 1961 pod názvem Aliens for Neighbours (1961).
- All the Traps of Earth and Other Stories (1962, Všechny pasti Země).
- The Night of the Puudly (1964, Poodlí noc).
- Worlds Without End (1964, Světy bez konce).
- Best Science Fiction Stories of Clifford Simak (1967).
- So Bright the Vision (1968).
- The Best of Clifford D. Simak (1975).
- Skirmish: The Great Short Fiction of Clifford D. Simak (1977).
- Brother And Other Stories (1986).
- The Marathon Photograph (1986).
- Off-Planet (1989), posmrtně.
- The Autumn Land and Other Stories (1990), posmrtně.
- Immigrant and Other Stories (1991), posmrtně.
- The Creator and Other Stories (1993), posmrtně.
- Over the River and Through the Woods: The Best Short Fiction of Clifford D. Simak (1996), posmrtně.
- The Civilization Game and Other Stories (1997), posmrtně.

## Ocenění
- International Fantasy Award
  - 1953 – román City (1952, Město),[4]
- 3x Cena Hugo[5]
  - 1959 – povídka – The Big Front Yard (1958, Velký přední dvorek),
  - 1964 – román – Way Station (1963, Přestupní stanice),
  - 1981 – povídka – Grotto of the Dancing Deer (1980, Jeskyně tančících jelenů).
- First Fandom Hall of Fame Award (1973).[6]
- Cena Nebula[7]
  - 1977 – Damon Knight Memorial Grand Master Award - velmistr žánru sci-fi.
  - 1981 – povídka – Grotto of the Dancing Deer (1980, Jeskyně tančících jelenů).
- Cena Locus
  - 1981 – povídka – Grotto of the Dancing Deer (1980, Jeskyně tančících jelenů).Locus Awards 1981
- Bram Stoker Award
  - 1988 – cena za celoživotní dílo.[8]
- Retro Hugo Award
  - 2014 – povídka Rule 18 (1938).[9]

## Filmové adaptace
- Immigrant (1962), epizoda z amerického televizního seriálu Out of This World, režie Jonathan Alwyn.
- Target Generation (1962), epizoda z amerického televizního seriálu Out of This World, režie Alan Cooke.
- The Duplicate Man (1964), epizoda z amerického televizního seriálu The Outer Limits podle autorovy povídky Good Night, Mr. James, režie Gerd Oswald.
- Target Generation (1969), epizoda z amerického televizního seriálu Out of the Unknown, režie Roger Jenkins.
- Beach Head (1969), epizoda z amerického televizního seriálu Out of the Unknown, režie James Cellan Jones.
- Аномалия (1993, Anomálie), ruský film podle autorova románu All Flesh is Grass, režie Jurij Jelchov.
- Séta (1999), anglicky jako Roaming the Street, maďarský film podle autorova románu Enchanted Pilgrimage, režie Zsombor Dyga.

## Česká vydání

### Samostatné povídky
- Ztracená věčnost, antologie Labyrint, SNKLU, Praha 1962.
- Potyčka, antologie Tunel do pozítří, SNDK, Praha 1967, přeložil František Jungwirth.
- Poodlí noc, revue Světová literatura, ročník 1977, číslo 3.
- Zlatí brouci, fanzin Scfi 1982/5, SFK Villoidus, Praha 1982, a časopis Svět fantastiky, Československá redakce VN MON 1989.
- Budeme stát za to?, antologie Hledání budoucího času, Práce, Praha 1985, přeložil Zdeněk Volný.
- Ohrada, fanbook Lety zakázanou rychlostí II., SFK Slan, Slaný 1986, a pod názvem Plot vydáno v časopise Exalticon 1991/02.
- Pozorovatel, fanzin Laser č. 02 2/1988, SFK Laser, Čelákovice 1986.
- Čtyřicáté pokolení, fanzin Laser č. 15 4/1988, SFK Laser, Čelákovice 1988, a pod názvem Pokolení, které dosáhlo cíle vydáno v antologii Tunel do věčnosti, Albatros, Praha 2000.
- Soused, fanbook Science fiction 1988/6, SFK Winston, Praha 1988.
- Velký dvorek, fanbook Cizí hvězdy, Česká speleologická společnost, SFK BC VÚMS Praha 1988, dále v časopise Exalticon 1992/02 a v antologii Síň slávy mistrů SF II C, Baronet, Praha 2011, přeložil Jan Pavlík. Pod názvem Velký přední dvorek obsaženo v antologii Hugo Story I: 1955-1961, Winston Smith, Praha 1993, přeložila Kateřina Přádová.
- Limitující činitel, fanbook Science fiction 1989/1, SFK Winston, Praha 1989.
- Vesnický hlupáček, fanzin Pulsar č. 4, SFK Pulsar, Štětí 1989.
- Jak na to, časopis Ikarie 1994/09, přeložil Jan Filipský.
- Smetiště, časopis Ikarie 1995/04, přeložil Marek Valina.
- Svět rudého slunce, antologie Na úsvitu Zlatého věku, Mustang, Plzeň 1995, přeložil Pavel Medek.
- Postarší občan, časopis Fantasy & Science Fiction 1995/05, přeložil Josef Hořejší.
- Věc ve skále', časopis Ikarie 1996/10, přeložil Jiří Engliš.
- Jeskyně tančících jelenů, antologie Velmistři SF, Baronet, Praha 2001, přeložil Ondřej Marek.
- Otec rodu, antologie Velmistři SF, Baronet, Praha 2001, přeložil Ondřej Marek.
- Přízrak modelu T, antologie Síň slávy mistrů fantasy I., Baronet, Praha 2004, přeložil Tomáš Toula.
- Stvořitel, antologie Extrémní science fiction, Triton, Praha 2009, přeložil Jiří T. Pelech.

### Knihy
- Když ještě žili lidé, Orbis, Praha 1970, přeložil Václav Kajdoš, název českého vydání autorova románu Město.
- Poselství z vesmíru, Albatros, Praha 1990, vybral a přeložil Jiří Šmíd, výbor z povídek, obsahuje Přistěhovalec, Projekt Kelly, Smutkem opilý, Dvojník, Smrt v domě, Soused a Všechny pasti Země.
- Pryč z jejich myslí, AG kult, Praha 1991, ISBN 80-901035-3-7, přeložil Martin Janda.
- Město, Odeon, Praha 1992, ISBN 80-207-0337-3, přeložil Václav Kajdoš, druhé vydání románu doplněné o později dopsaný Epilog, znovu Laser, Plzeň 2013.
- Čas je ta nejjednodušší věc, AG kult, Praha 1992, ISBN 80-901035-8-8, přeložil Pavel Dosoudil,
- Přestupní stanice, Laser, Plzeň 1993, ISBN 80-85601-65-6, přeložila Kateřina Kostarová, znovu 2003.
- Prstenec kolem Slunce, Laser, Plzeň 1995, ISBN 80-7193-004-0, přeložil Tomáš Holub.
- Rezervace goblinů, Laser, Plzeň 1997 , ISBN 80-7193-024-5, přeložil Daniel Šebesta.
- Zvláštní mise, Triton, Praha 2005, ISBN 80-7254-530-2, přeložil Václav Petr.
- Hlavní trať věčnosti, Triton, Praha 2006, ISBN 80-7254-673-2, přeložil Václav Petr.
- Předivo času, Triton, Praha 2007, ISBN 978-80-7254-674-9, přeložil Václav Petr.